# Галеацо I Висконти
Вижте пояснителната страница за други личности с името Галеацо Висконти.
Галеацо I Висконти (на италиански: Galeazzo I Visconti; * 21 януари 1277; † 6 август 1328, Пеша), от рода Висконти, е господар на Милано от 1322 г. до смъртта си.

## Произход
Той е най-големият син на Матео I Висконти (* 1250, † 1322), господар на Милано, и на Бонакоса Бори (* 1254, † 1321). Негови дядо и баба по бащина линия са Теобалдо Висконти и Анастасия Пировано, а по майчина кондотиерът Скуарчино Бори и Антония. Има четири братя и пет сестри:
- Марко, нар. Балатроне (* ок. 1289, † 1329), подест на Алесандрия (1310), политик и кондотиер, господар на Розате и на Лука (15 април – 30 юни 1329);
- Джовани (* 1290, † 1354), епископ на Новара (1332), архиепископ на Милано от 1339, съгосподар на Милано (1349 – 1554) с брат си Лукино господар на Генуа (1352), господар на Болоня и Новара (1353);
- Лукино (* 1292, † 1349), съгосподар на Милано с брат си Джовани, господар на Павия (1315), съпруг на Виоланта от Салуцо, на Катерина Спинола и на Изабела Фиески.
- Стефано (* 1288, † 1337), господар на Арона (1325), съпруг на Валентина Дория
- Катерина (* 1282, † 1311), съпруга на Албоино I дела Скала, господар на Верона;
- Дзакарина (* 1295, † 1328), съпруга на Франкино Руска, господар на Комо;
- Флорамонда († 1321), съпруга на Гуидо Мандели, граф на Маканьо Империале;
- Агнес, съпруга на Чекино дела Скала
- Беатриче (* ок. 1280), съпруга на Спинета Маласпина, маркиз на Верукола

Има и един природен брат от извънбрачна връзка на баща си.
Говори се, че Галеацо се ражда в същия ден, в който бащиният му чичо Отоне Висконти побеждава през 1277 г. гвелфите от фракцията на Дела Торе в битката при Дезио.

## Биография

### Политическа кариера
През 1298 г. Галеацо е назначен за подест на Новара – позиция, която заема една година.
През 1300 г. баща му решава да го свърже с управлението на Милано. През 1302 г., начело на миланската армия, той обсажда Павия, но е отблъснат. Точно по това време Дела Торе и партията на гвелфите изгонват Висконти от Милано. Докато баща му Матео намира убежище в Мотеджана при сем. Скалиджери, Галеацо отива при семейството на тъста си във Ферара, където се раждат децата му.
През 1310 г. той е подест на Тревизо. Когато през 1311 г. баща му възстановява господството над Милано благодарение на подкрепата на император Хайнрих VII, Галеацо е назначен за имперски викарий в Кремона, изгонен е на следващата година от Гулиелмо Кавалкабо, водач на гвелфите, и през 1313 г. е назначен за имперски викарий на Пиаченца. Притежаването на Пиаченца му позволява през 1321 г. да победи Кавалкабо, господари на Кремона, и да си върне този град. Като част от тези конфликти през септември 1321 г. Галеацо ръководи обсадата на Крема и Кремона и през ноември побеждава гвелфите от Пиаченца и Лоди в битката при Барди.
На 24 юни 1322 г. баща му Матео I Висконти умира в Крешенцаго. Галеацо събира генералния съвет на Милано, който го назначава с единодушно съгласие за наследник на баща му в Сеньория Милано и за капитан на народа за една година. Той оставя управлението на Пиаченца на съпругата си Беатриче д'Есте и сина си Ацо. Ситуацията е трудна, армиите, лоялни на папата на Флоренция и на краля на Неапол Робер Анжуйски, заплашват властта на Висконти. На негова страна са гибелините Кангранде I дела Скала, господар на Верона, и Кастручо Кастракани, господар на Лука.

### Влизане на гвелфите в Пиаченца и Парма
В края на юни 1322 г. Раймондо ди Кардона, анжуйски наместник в Ломбардия, обсажда укрепеното село Басиняна. Галеацо реагира веднага, като нарежда на брат си Марко да го отблъсне. Той вече се е преместил в околностите заедно с генуезеца Герардино Спинола, командващ армия, подкрепена от флот на река По. На 6 юли, около 15 часа, Марко атакува врага както по суша, така и по реката. Флотата е победена, но армията успява да постигне скъпа победа, тъй като, поне според това, което разказва гвелфът Джовани Вилани, Висконти губи около триста души, а техните противници наполовина по-малко. Не е ясно дали Кардона е бил заловен или не и след това е избягал, но е факт, че той успява да избяга във Валенца, но не и преди да остави триста конници на гарнизон при селото. Басиняна обаче се предава няколко дни по-късно.
Следвайки капаните, поставени от Галеацо на съпругата му Бианчина, на 9 октомври Вергузио Ланди с 400 пехотинци и 200 – 400 конници е въведен тайно в Пиаченца и превзема града. Твърди се, че Беатриче д'Есте успява да отвлече вниманието на врага, като хвърля монети от двореца, в който живее, за да позволи на сина си Ацо да избяга с ескорт от дузина мъже. В края на месеца миланските посланици съобщават на Галеацо предложението за мир от страна на папския легат, но той смята условията за неприемливи. На тази негова позиция се противопоставят Лодризио Висконти, Франческо да Гарбаняте, голям приятел на баща му Матео, и Симоне Кривели, които имат на своя страна главните кондотиери на германските наемни войски и част от миланския народ. Напрежението нараства до такава степен, че на 8 ноември се случват три въоръжени сблъсъци в града, в които войските на Галеацо надделяват до такава степен, че той е принуден да напусне Милано и да намери убежище в Лоди при сем. Вистарини. Господството на града е предоставено за една година и с одобрението на папския легат Жан дьо Шатийон, херцог на Бургундия. Когато новината за експулсирането на Галеацо Висконти достига до папа Йоан XXII, той дава на легата властта да отмени интердикта над Милано. На 27 ноември Кардона завладява градовете Пиаченца и Парма, които доброволно се подчиняват на папата.

### Галеацо си възвръща властта
В началото на ноември гвелфите, водени от Теняка и Страца Паравичини, набират малка армия в Мартезана, за да превземат Монца. Хората от Монца изпращат пратеници до Милано, за да поискат помощ, но Пагано да Казате, на когото е наредено да се намеси, се забавя (Бонконтро Мориджа заявява, че е възнамерявал да яде лазаня), така че Паравичини успяват да влязат и да превземат града благодарение на Гузино Каваца, който им отваря вратите. Лодризио и Франческо да Гарбагнате поискват помощ от други съюзнически градове, по-специално от Рускони от Комо и Торнели от Новара и след като събират армия, напразно се опитват да преговарят с Каваца и Паравичини. Тогава Лодризио Висконти насърчава войниците да атакуват града, като обещава три дни разграбване. На 16 ноември армията на Висконти атакува града, който бързо пада и е разграбен (с изключение на катедралата в Монца), като се има предвид, че гвелфската милиция, съставена предимно от обикновени хора, слабо обучени в оръжията, оказва слаба съпротива. Самият Лодризио е назначен за кмет на града и нарежда разрушаването на частта от стените, които гледат към Милано. Междувременно мирните преговори се разпадат. В началото на декември Лодризио сключва споразумение с Галеацо и през нощта между 9 и 10 декември той го въвежда в Милано, докато Жан дьо Шатийон е изгонен и миланските благородници, които са подкрепили бунтовете от предишния месец, бягат заедно. На 28 или 29 декември Галеацо отново е признат за господар на Милано и веднага отзовава Марко Висконти от Лигурия.

### Битка при Горгондзола
През февруари 1323 г. Раймондо де Кардона, подтикван от миланските благородници, които са избягали от града, разделя силите си на две армии. Едната я командва лично и се придвижва срещу градовете Алесандрия и Тортона, които се предават без бой. Другата, водена от неговия племенник Гастоне да Ломагра, съставена от 6000 – 12 000 пехотинци и 2000 – 4000 кавалеристи, нахлува в Джера д'Ада и лагерува в Караваджо. Сред тези войски има и войски от Пиаченца, водени от Вергузио Ланди, флорентинци под командването на Филипо Габриели, и германци, водени от Анри Фландърски, който получава потвърждение от папата като викарий на Лоди в ущърб на сем. Вистарини. Гвелфите, чрез легати, канят миланското духовенство да напусне града и няколко милански абати и духовници откликват на призива, както и много важни представители на аристокрацията на града, представяйки се на 15 февруари в лагера на Караваджо. В същото време папа Йоан XXII обявява нов кръстоносен поход срещу Висконти. На 25 февруари 500 конници под командването на Франческо да Гарбаняте и Симоне Кривели форсират река Ада, на две мили северно от Трецо; реката, обикновено непроходима, вероятно е била замръзнала поради много суровата зима. Скоро те са нападнати от войниците на Марко Висконти, който ги побеждава, залавяйки и екзекутирайки двамата командири със собствената си ръка. Когато по-голямата част от гвелфската армия пресича реката, Марко се оказва силно превъзхождан и е принуден да се оттегли на следващия ден към Вимеркате и на 27 февруари към Монца, оставяйки врага да превземе и трите моста над Ада в района на Милано Трецо, Ваприо и Касано. През април Кардона се обединява отново с останалата част от армията, която междувременно е получила значителни подкрепления от много градове в Ломбардия, Пиемонт и Емилия. Галеацо, от друга страна, има малко сили на свое разположение, тъй като много съюзнически гибелински господари са се помирили с папата и той може само да се опитва да укрепи Милано, като построи бастион извън селата на града. Германският крал Лудвиг Баварски напразно се опитва да убеди папския легат да се откаже от начинанието, но успява да убеди семействата Скалиджери, Бонаколси и Есте да подкрепят Висконти. На 19 април Марко и Лукино Висконти, командващи 2000 пехотинци и 1000 кавалеристи, напускат Милано и в късния следобед се сблъскват с гвелфска армия от около 4000 души и 2000 кавалеристи близо до Тречела. Битката приключва с падането на мрака с победа за гвелфите, които остават господари на полето, но претърпяват двойни загуби. Лукино е тежко ранен. Тогава Марко реши да се оттегли обратно в Милано.

### Обсада на Милано
Кардона не се възползва от несигурната ситуация, в която се намира Галеацо Висконти, въпреки увещанията на миланските благородници. На 11 юни той разполага армия от 30 000 души и 8000 кавалеристи пред Монца и след това се придвижва към Милано. Два дни по-рано 400 – 800 конници от Верона, Мантуа и Ферара влизат в града, за да подсилят редиците на армията на Висконти, както и хиляди пехотинци от съюзническите градове. Марко Висконти първоначално се опитва да блокира пътя към гвелфите близо до Сесто, но предвид численото им превъзходство той предпочита да се оттегли в стените на Милано. На 19 юни гвелфите успяват да преодолеят външния бастион, опожарявайки селата Порта Комазина, Порта Нуова и Порта Ориентале, и избивайки жителите. Флорентинците, за подигравка, празнуват Палио (конно надбягване) точно пред градските стени. След това Кардона се настанява в манастира на базиликата „Сан Симпличано“, а неговият племенник Гастоне в този на Санто Спирито, след като ръководи обсадата на Порта Верчелина с петстотин мъже. Сякаш това не е достатъчно, Гаспаре Граси, считайки ситуацията за благоприятна, се разбунтува срещу Галеацо и се провъзгласява за владетел на Канту, докато германските наемници, защитаващи Милано, се разбунтуват и са укротени само с отпускането на заплата от 6000 флорина. През следващите дни Кардона се опитва да разруши Порта Комасина с котка – вид обсадна машина, която е запалена от защитниците, докато Галеацо успява да заграби някои доставки, които трябва да снабдят гвелфите с нападение. През юли, поради горещината и хигиенните условия, се разпространява болест (може би чума), която убива триста гвелфски войници, включително племенника на Кардона Гастоне, и заразява още осемстотин войници. Вечерта на 25 юли Кардона вдига обсадата и се оттегля към Монца. На 9 октомври папата отлъчва Лудвиг Баварски за помощта, предоставена на Висконти.

### Битка при Ваприо
От август (за други хронисти септември) до ноември 1323 г. Висконти обсаждат Монца без успех, но през януари 1324 г. успяват да превземат Трецо и Касано. За да примамят гвелфите от Монца, Галеацо и Марко Висконти решават да атакуват Ваприо, последният останал мост в ръцете на врага. Кардона се хваща на стръвта и се насочва с дела Торе и армията към това село. Двете армии имат сравними сили, състоящи се от няколко хиляди пехота и хиляда конници. Марко Висконти разбира, че Ваприо е зле защитен и успява да въведе шепа мъже със заповед да подпалят къщите, за да създадат хаос. Когато гвелфите разбират, че Ваприо гори, моралът им се срива и те се оттеглят към река Ада. Висконти обаче са изпратили кавалерия да им отреже пътя и групи стрелци, скрити в храстите, за да разбият редиците им. Тъй като нямат път за бягство, много гвелфски войници са убити, удавени в реката или взети в плен; миланците също пленяват много от противниковите знамена. Симоне дела Торе пада в битка, Раймон де Кардона е пленен, докато Анри Фландърски едва успя да избяга в Монца.

### Обсада и завладяване на Монца
След победата при Ваприо Марко Висконти иска незабавно да атакува Монца, но Галеацо е на обратното мнение и въпреки че лагерува в Конкорецо, само на три мили от града, той решава да се върне в Милано. По този начин Анри Фландърски има време да укрепи града и е подготвен, когато през април господарят на Милано се връща да го обсади с по-голяма армия. Всъщност жителите на Монца успяват да извършат нападение, при което подпалват вражеските обсадни машини и разграбват павилионите им, принуждавайки ги временно да се оттеглят. Въпреки това те скоро подновяват обсадата и този път Галеацо решава да блокира всички доставки. Той изпраща петстотин пехота и триста кавалеристи под командването на своя братовчед Верчелино Висконти със заповед да укрепи Дезио и да блокира всяка помощ, идваща от запад. На 27 април малката армия е пресрещната от петстотин конници под командването на Анри Фландърски и тежко победена, достепен че повечето от войниците са убити или пленени. Територията на север от Монца, по-специално тази около замъка Теньозо се управлява от семейства, свързани с Висконти. Пасерино дела Торе заедно с Елия дела Рока и армия от 1200 пехотинци и още толкова конници го атакуват, като успяват да го превземат и разграбят поради липсата на подкрепа сред част от войниците на Марко Висконти, лагеруващи в близкия Вимеркате. Въпреки това когато Пасерино след това се опитва да се върне в Монца, той намира пътя отрязан от около четиристотин войници на Висконти, които са разположени близо до Албиате над бреговете на река Ламбро. Той заповядва на хората си да изоставят багажа си и да принудят блокадата, биейки се храбро, но успява да избяга в Монца с цената на около триста мъртви или ранени войници. От страх от контраатака Марко отива в Дезио, без дори да завладее онова, което гвелфите са оставили за радост на местните фермери. През следващите дни Карате също пада и всички пътища за доставка до Монца са прекъснати. Междувременно Галеацо нарежда градът да бъде допълнително затегнат, като наоколо се изгражда укрепление, оборудвано с дървени замъци. През септември Монца умира от глад, така че гвелфите се опитват да излязат с армия от 1500 пехотинци и 800 конници, водени от Вергузио Ланди срещу укрепленията близо до Сан Феделе, северно от града, но са победени от само петстотин конници под командването на Марко Висконти, със загубата на 380 души. Раздразнени от глад и гняв, гвелфите брутално разграбват града и дори съкровището на катедралата, което е отнесено първо в Пиаченца, а след това в Авиньон, за да бъде върнато по-късно. След осем месеца обсада, на 10 декември 1324 г. градът се предава. През март 1325 г. Галеацо нарежда изграждането на замъка в Монца.
През лятото на 1325 г. Галеацо изпраща сина си Ацо в Тоскана, за да подкрепи Кастручо Кастракани срещу флорентинците. Решителният сблъсък е на 23 септември с битката при Алтопашо, където гибелините постигат съкрушителна победа. През следващите дни много села в Лука падат и на 11 ноември Кастручо влиза в Лука триумфално.

### Идване в Италия на Лудвиг Баварски
След превземането на Монца започват мирни преговори между Църквата и Висконти, които имат за посредник Джовани Мориджа от Монца. Но ако Галеацо е добре настроен за мир, бурните братя Марко и Лодризио Висконти не са толкова склонни, тъй като те тайно се опитват да се привлекат към някои членове на миланската аристокрация за собствените си цели. Марко също изпраща пратеници до Лудвиг Баварски с молба да се върне в Италия, за да сключи мир. По-късно той участва заедно с Ацо в диетата, която кралят свиква в Тренто през февруари 1327 г., където папа Йоан XXII е обвинен в ерес и е обявен за свален. След това Лудвиг отива с петстотин конници в Бергамо, където е добре приет, след това в Комо, където се среща с Галеацо и се събира отново със съпругата си Маргарета I от Хегенау. Галеацо, съзнаващ случилото се с идването на Хайнрих VII Люксембургски, не може да понесе нахлуването на германския суверен във владението му, но знаейки, че не е обичан от благородниците и братята си, предпочита да извлече най-доброто от това. От друга страна Лудвиг Баварски, въпреки че не го показва, е ядосан на Висконти за желанието му да се помири с Църквата, доколкото е възможно. На 17 септември той влиза в Милано, последван от 4000 мъже, където е посрещнат с пълни почести, и отсяда в Бролето Векио. По време на престоя си в града Лудвиг има възможност да изпита от първа ръка различията, възникнали наскоро между Галеацо и Кангранде I дела Скала. Веронезе пристигат в Милано, последвани от стотици въоръжени мъже, след което купуват големи количества храна и налагат ежедневна съдебна забрана, за да унижат господаря на Милано, който не може да си ги позволи поради разходите, причинени от непрекъснатите войни. Той също така организира повторното отваряне на задната част на Свети Амвросий, която се намира близо до неговото жилище в едноименния манастир, и построяването на моста за пресичане на Кръга от ровове Навили. Когато Галеацо научава за това, той нарежда да бъде унищожен, но на следващия ден Кангранде го възстановява. Спорът продължава, докато кралят не действа като миротворец.
На 31 май Лудвиг Баварски е коронясан за крал на Италия в базиликата Свети Амвросий от Гуидо Тарлати, епископ на Арецо, тъй като главните милански църковни служби отдавна са напуснали града. През юни кралят назначава Галеацо за имперски викарий в Милано и неговия брат Джовани за съдия на миланската църква. На 5 юли обаче, след като събира съвет, той го принуждава да повери властта в негови ръце и го арестува по обвинение, че е убил брат си Стефано, починал предишната вечер, след като е изпил много вино. Заедно с него са арестувани и братята му Джовани и Лукино и синът му Ацо. Галеацо, след като убеждава кастелана на Монца да напусне замъка по заповед на Лудвиг, е затворен в затвора на замъка в Монца заедно с гореспоменатите. След това Стефано е погребан в параклиса „Свети Томас“ в миланската базилика „Свети Евсторгий“, въпреки че е бил отлъчен. После Лудвиг назначава нов имперски викарий, нов подест, общ съвет от двадесет и четирима членове, всички враждебно настроени към Галеацо, и дарява 50 000 златни флорина. На 5 август той напуска Милано и няколко дни по-късно стига до Орцинуови, където събира съюзническите гибелински господари, обяснявайки причините за ареста на Галеацо Висконти. Оттам той заминава за императорската коронация към Рим, където пристига на 7 януари 1328 г.

### Смърт
Научавайки за ареста на приятеля си, Кастручо Кастракани заминава за Рим, където по всякакъв начин се опитва да убеди новия император да го освободи. Лудвиг IV не иска и да чуе за това и от злоба Кастракани подновява военните действия в Тоскана, показвайки своята независимост от имперските решения. В крайна сметка императорът се поддава и на 25 март 1328 г. Галеацо е освободен от затвора заедно с братята и сина си със заповед да отидат в Тоскана, където да изчакат пристигането му. Галеацо се подчинява и след като пристигна там, веднага отива да намери Кастручо, който му поверява командването на военните операции срещу Пистоя, която е под обсада. Там на 3 август той се разболява, благодарение на състоянието му след повече от осем месеца затвор. Кастручо го отвежда в Пеша, където той умира на 6 август на 51-годишна възраст. След отслужване на тържествено погребение той е погребан в катедралата в Лука.

## Брак и потомство
∞ 24 юни 1300 г. за Беатриче д’Есте (* ок. 1268, † 1 септември 1334), дъщеря на Обицо II д’Есте, господар на Ферара и Модена, и Джакомина Фиески, племенница на папа Инокентий IV. Тя е вдовица на Нино Висконти ди Пиза († 1298). За брака им говори Данте Алигиери в Песен VIII на „Чистилище“. Двамата имат син и дъщеря:
- Ацо Висконти (* 7 декември 1302, Ферара, Папска държава; † 16 август 1339, Милано, Сеньория Милано), господар на Милано от 1329 до 1339 г., както и господар на Бергамо, Бреша, Вал Камоника, Комо, Валтелина, Бормио, Крема, Кремона, Леко, Лоди, Пиаченца и Верчели, ∞ 1330 за Катерина Савойска-Во (1324 – 18 юни 1388), дъщеря на Лудвиг II Савойски-Во, барон на Во, от която няма деца, има една извънбрачна дъщеря;
- Ричарда Висконти (* 1304, † 1361), ∞ 1329 за Томас II (1304 – 1357), маркграф на Салуцо, от когото има седем сина и четири дъщери.

- Беатриче д'Есте, 
съпруга
- Ацо,
 син